# نظام الإبلاغ عن سلامة الطيران
نظام الإبلاغ عن سلامة الطيران، (Aviation Safety Reporting System) أو اختصاراً (ASRS)، هو نظام الإبلاغ السري الطوعي التابع لإدارة الطيران الفيدرالية الأمريكية ( FAA) والذي يسمح للطيارين وغيرهم من المتخصصين في مجال الطيران بالإبلاغ بسرية عن الحوادث الوشيكة أو إغلاق أحداث مستدعاه من أجل تحسين سلامة الطيران. تقوم (ASRS) بجمع وتحليل والاستجابة لتقارير حوادث سلامة الطيران المقدمة طواعية من أجل تقليل احتمالية وقوع حوادث طيران. تم تصميم (ASRS) بواسطة ناسا. يتم تشغيل (ASRS) بواسطة وكالة ناسا؛ من يُنظر إليه على أنه طرف ثالث محايد بسبب افتقاره إلى سلطة الإنفاذ والعلاقات مع شركات الطيران. تعد الطبيعة السرية والمستقلة لنظام (ASRS) عاملاً أساسيًا لنجاحه على المدى الطويل في تحديد العديد من مخاطر النظام الكامنة في نظام المجال الجوي الوطني (NAS). تحت سلطة إدارة الطيران الفيدرالية، تمد ناسا حصانة محدودة لعمال الطيران الفرديين للإبلاغ عن أحداث السلامة التي لا تؤدي إلى وقوع حادث، على النحو المحدد من قبل إدارة الطيران الفيدرالية. هذا له تأثير في تشجيع هؤلاء المبلغين المحتملين على التقدم بقضايا السلامة النظامية دون خوف من الانتقام. يعتبر نجاح النظام مثالًا إيجابيًا يستخدم كنموذج من قبل الصناعات الأخرى التي تسعى إلى إجراء تحسينات في السلامة. تشمل الصناعات الأخرى التي صممت أنظمة مماثلة على (ASRS) السكك الحديدية والطبية ورجال الإطفاء وإنتاج البترول البحري.

## عملية تقديم التقارير
من السمات البارزة لنظام (ASRS) هو سياسة السرية والحصانة. يجوز للمبلغين، ولكن ليسوا ملزمين بذلك، تقديم أسمائهم ومعلومات الاتصال الخاصة بهم. إذا كان لدى موظفي (ASRS) أسئلة بخصوص تقرير ما، فيمكنهم إجراء رد اتصال وطلب مزيد من المعلومات أو التوضيح من المراسل. بمجرد أن يشعر الموظفون بالرضا عن المعلومات الواردة، يتم تجريد التقرير من معلومات التعريف وتعيين رقم التقرير. يتم فصل جزء من نموذج الإبلاغ مع معلومات الاتصال وإعادته إلى المُبلغ. ستصدر (ASRS) تنبيهات للأطراف ذات الصلة، مثل شركات الطيران ومراقبي الحركة الجوية والمصنعين وسلطات المطارات إذا اعتبرت ناسا أن المشكلة مهمة لتحسين سلامة الطيران. تنشر (ASRS) أيضًا نشرة إخبارية شهرية تسلط الضوء على قضايا السلامة، ولديها الآن قاعدة بيانات عبر الإنترنت للتقارير التي يمكن للجمهور الوصول إليها. توفر قاعدة البيانات هذه مجموعة كبيرة من التقارير غير المحددة للهوية للباحثين في مجال السلامة في جميع أنحاء العالم. بالإضافة إلى ذلك، تجري (ASRS) أحيانًا دراسات خاصة حول الموضوعات التي تهم الباحثين والمنظمين. هذه الدراسات الخاصة متاحة أيضًا على موقع (ASRS).

## سياسة الحصانة
في كثير من الأحيان، يتم إرسال التقارير بسبب انتهاك إحدى القواعد عن طريق الخطأ. تشجع سياسة الحصانة الخاصة بإدارة الطيران الفيدرالية على تقديم جميع حوادث وملاحظات السلامة، وخاصة المعلومات التي يمكن أن تمنع وقوع حادث كبير، حتى في حالة حدوث انتهاك. إذا تم اتخاذ إجراء تنفيذي من قبل إدارة الطيران الفيدرالية (FAA) ضد انتهاك لقاعدة عرضية لم ينتج عنه وقوع حادث، فيمكن للمُبلغ تقديم نموذج (ASRS) كدليل على أن الحادث قد تم الإبلاغ عنه إلى وكالة ناسا من أجل سلامة الطيران. تعتبر إدارة الطيران الفيدرالية التقرير دليلاً على «موقف السلامة البناء» ولن تفرض أي عقوبة. ومع ذلك، لا يمكن ممارسة هذه الحصانة إلا مرة واحدة كل خمس سنوات، على الرغم من إمكانية تقديم عدد غير محدود من التقارير.

## الصلاحية الإحصائية
نظرًا للطبيعة المختارة ذاتيًا أو الطوعية للتقارير المقدمة إلى (ASRS)، تحذر ناسا من الاستخدام الإحصائي للبيانات التي تحتوي عليها. ومن ناحية أخرى، فإنهم يعبرون عن ثقة كبيرة في مصداقية التقارير المقدمة:
«ومع ذلك، يمكن لنظام (ASRS) أن يقول على وجه اليقين أن قاعدة البيانات الخاصة به توفر تقديرات نهائية ذات حد أدنى للترددات التي تحدث فيها بالفعل أنواع مختلفة من أحداث سلامة الطيران. على سبيل المثال، تم الإبلاغ عن 34404 من تجاوزات الارتفاع إلى (ASRS) من يناير 1988 حتى ديسمبر 1994. يمكن الاستنتاج بثقة أن هذا العدد على الأقل من التجاوزات حدث خلال الفترة 1988-1994 - وربما أكثر من ذلك بكثير. في كثير من الأحيان، هذه التقديرات المنخفضة هي كل ما يحتاجه صانعو القرار لتحديد وجود مشكلة وتتطلب الاهتمام».

## تاريخ

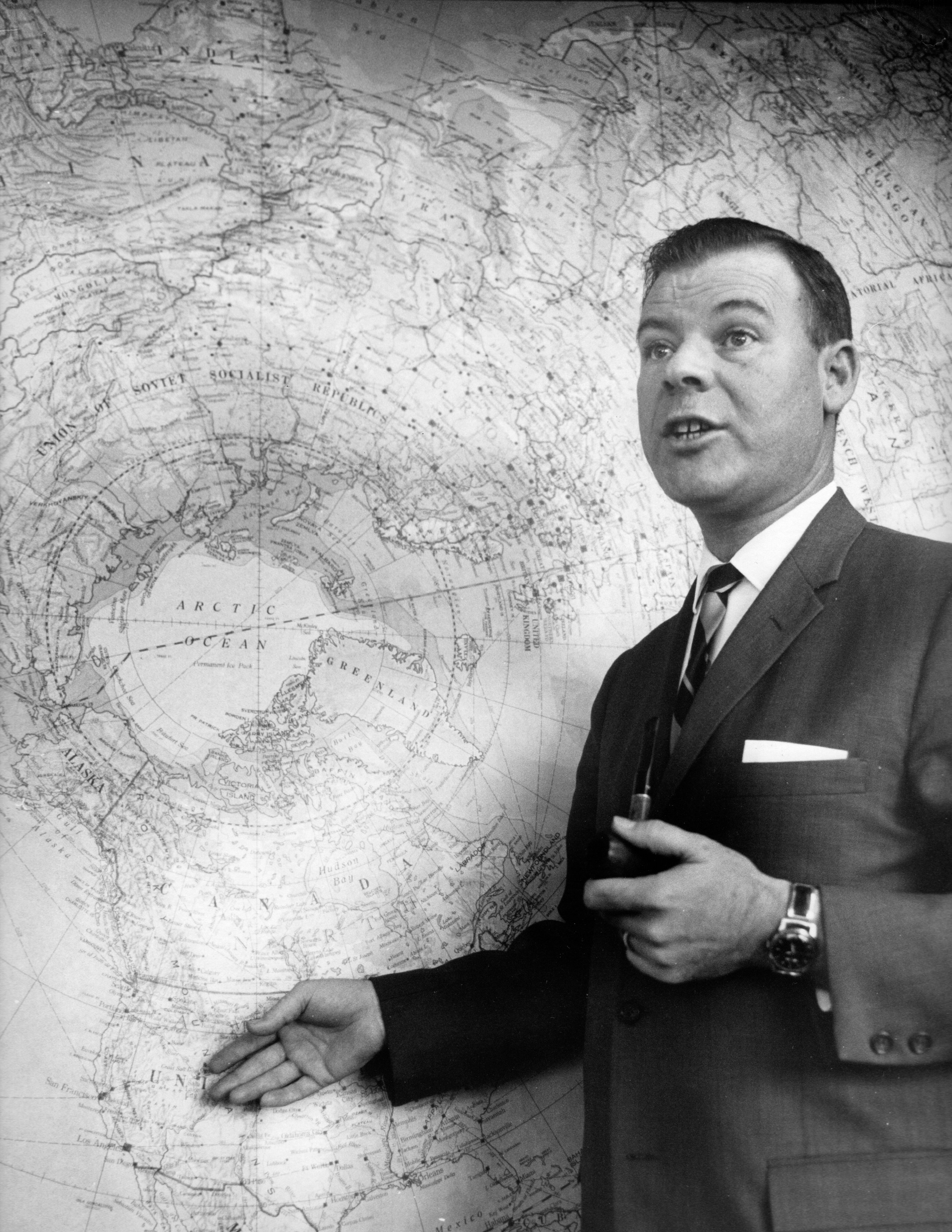
ألين بوبي، مدير مكتب سلامة الطيران، NTSB

كانت الحاجة إلى نظام لتسجيل وفهرسة المعرفة المؤسسية والتاريخ المشترك لسلامة الطيران واضحة قبل وقت طويل من ظهور (ASRS). في شهادته أمام مجلس الشيوخ الأمريكي بشأن التشريع الذي يقترح قانون الطيران الفيدرالي لعام 1958، تطرق رئيس شركة يونايتد إيرلاينز ويليام أ. باترسون إلى المفهوم: «على الجانب الإيجابي،» قال السيد باترسون، «تأخذ إحصاءاتك - وسجلاتك - وتعرضك - وأنت تتصرف قبل حدوث ذلك!» 
بعد عدة سنوات، تحدث بوبي آر ألين، مدير مكتب السلامة في مجلس الطيران المدني الأمريكي، أمام ندوة السلامة الجوية الدولية لمؤسسة سلامة الطيران في مدريد في نوفمبر 1966، وأشار إلى الكم الهائل من معلومات حوادث سلامة الطيران المتراكمة كـ «عملاق نائم». وأشار السيد ألين إلى أن الخوف من المسؤولية القانونية والإجراءات التنظيمية أو التأديبية قد حال دون نشر هذه المعلومات، مما جعلها عديمة القيمة لأولئك الذين قد يستخدمونها لمكافحة المخاطر في نظام الطيران، وعلق:
 
وفقًا لمجلس سلامة النقل الوطني، تم إنشاء (ASRS) لأول مرة في عام 1976.

## روابط خارجية
- Aviation Safety Reporting System (ASRS) website
- ASRS CALLBACK Newsletter
- ASRS Online Database - Search the Official ASRS Database Online
- 37000 Feet - Browse and search Aviation Safety Reporting System database